# 学校の怪談 呪いの言霊
『学校の怪談 呪いの言霊』（がっこうのかいだん のろいのことだま、英題: Kotodama – Spiritual Curse ）は、2014年5月23日に公開された日本のホラー映画。脚本・監督は落合正幸。
常光徹の小説『学校の怪談』シリーズを原作とするホラー映画。同作を原作とする劇場公開作品としては1999年公開の『学校の怪談4』以来、実に15年振りである。
2014年7月19日から27日までアメリカ合衆国・サンフランシスコで開催された『サンフランシスコ日本映画祭』でプレミア上映された。

## あらすじ
ある年の7月18日、詩織は昭和63年発行の4枚の10円玉が小刻みに揺れる不思議な物音で目を覚ました。母の日記から高1当時の思い出を読み返し、その日が母親の同級生たちがガス事故で亡くなった命日だったと知り、母の母校「北山田高校」を訪ねることにした。北山田高校は廃校になっており、取り壊しが決定していた。
一方、高校では彩乃、未夢、友梨、芽生、由佳、美晴、佑治、満夫、靖彦ら1年3組の生徒たちが過去に1年4組で起こったガス事故について噂話をしていたところ、不可思議な現象が発生し始める。閉鎖されているはずの1年4組の教室から物音が聞こえたり、体育館や保健室に謎の人影が現れたり…
時を同じくして、ネット上にフェイクホラー映像を流すために一樹、公雄、義人、ひとみの4人は廃校に忍び込み撮影を行っていた。
そしてひとみは公雄から聞いた異界に繋がる“きつねの窓"を作り、その中を覗こうとし…

## キャスト
- 彩乃 - 小西彩乃（東京女子流）
- 未夢 - 山邊未夢（東京女子流）
- 友梨 - 中江友梨（東京女子流）
- 芽生 - 庄司芽生（東京女子流）
- 由佳 - 吉田まどか
- 美晴 - 夏居瑠奈
- 佑治 - 葉山奨之
- 満夫 - 井之脇海
- 靖彦 - 佐藤匠
- 一樹 - 武田航平
- 公雄 - 黒木辰哉
- 義人 - 菊田高之
- ひとみ - 新井ひとみ（東京女子流）
- 黒い制服の女 - 山田都和子
- 養護教諭 - 石堂夏央
- 詩織 - 石橋杏奈

## スタッフ
- 監督・脚本：落合正幸
- 企画・エグゼクティブ・プロデューサー：小林幹男
- 原作：常光徹『学校の怪談』（講談社KK文庫）
- プロデューサー：松尾信一、松井洋子
- 撮影：木村祐一郎
- 照明：中村晋平
- 録音：松原安穂
- 装飾：中谷暢宏
- CG：岡野正広、佐々木一樹
- 編集：深沢佳文
- スーパーバイザー：福田健二
- サウンドエディター：森山顕仁
- サウンドプロデュース：TATOO、佐藤高広 (PAPA X)
- 監督補：八木毅
- 助監督：徳市敏之
- 制作担当：真野清文
- 宣伝：加瀬岳史
- エンディングテーマ/音楽協力：エイベックス・エンタテインメント
- 主題歌：東京女子流「十字架 〜映画「学校の怪談 -呪いの言霊-」 Ver.〜」(avex trax)
- 制作・配給：エル・ティー・コーポレーション
- 宣伝・配給協力：プレシディオ
- 製作：「学校の怪談」製作委員会

## キャッチコピー
この”きつねの窓”絶対に覗いちゃだめだよ。

## ロケーション
- 旧・町田市立本町田中学校
- 旧静浦中学校（静岡県沼津市）
- 沼津グランドホテル（静岡県沼津市）

## 映像ソフト
2014年9月17日発売。発売元 プレシディオ、販売元 ポニーキャニオン。
- 学校の怪談 呪いの言霊 Blu-ray豪華版（2枚組（本編+特典）BD、PCXE.50431）
- 学校の怪談 呪いの言霊 Blu-ray通常版（PCXE.50432）
- 学校の怪談 呪いの言霊 DVD通常版（PCBE.54660、レンタル版：PCBE.74660）